# Rinodina tephraspis
Rinodina tephraspis är en lavart som först beskrevs av Edward Tuckerman, och fick sitt nu gällande namn av Herre. Rinodina tephraspis ingår i släktet Rinodina och familjen Physciaceae.  Arten är reproducerande i Sverige. Inga underarter finns listade i Catalogue of Life.